# امیر شریفی
امیر حسن امین‌شریفی (زاده ۱۳۵۷ در تهران) نوازندهٔ تار و سه‌تار، ردیف‌دان و آهنگساز موسیقی سنتی ایرانی و عضو هیئت علمی دانشکده موسیقی دانشگاه هنر است.
شریفی سال ۱۳۸۶ در تشکیل گروه بازسازی شیدا تحت نظارت محمدرضا لطفی نقشی مؤثر داشت. وی در سال ۱۳۸۹ گروه موسیقی «نقش» را با نیت تولید و اجرای آثاری با رویکردی هنری و با عنایت به شیوه‌های آهنگسازی و اجرایی موسیقی دستگاهی و بهره‌گیری از امکانات مدال، فرمال و متریک ثبت شده در رسالات قدیم موسیقی ایران تأسیس کرد. شریفی، سرپرستی این گروه را از زمان تأسیس تاکنون بر عهده دارد.
امیر شریفی از مؤسسان جشنوارهٔ موسیقی کلاسیک ایرانی و عضو شورای سیاست‌گذاری سه دورهٔ نخستین این جشنواره بوده است.
شریفی، استادانی نظیر زیدالله طلوعی، داریوش طلایی، داریوش پیرنیاکان، محمدرضا لطفی، حسین عمومی، احمد ابراهیمی و حاتم عسگری داشته است.

## آلبوم‌ها

### به عنوان آهنگساز و نوازنده
- چهارسو (۱۳۹۲)[۸]
- برافشان (۱۳۹۲)[۹]
- حزان (۱۳۹۶)[۱۰][۱۱]
- سرو بالای سَهی (۱۳۹۷)[۱۲]
- چهارگون (۱۳۹۸)[۱۳]
- در گیسوی او پیچید (۱۳۹۸)[۱۴][۱۵]
- شرح این هجران (۱۴۰۰)[۱۶][۱۷]
- ردیف میرزا عبدالله با تار و سه‌تار (۱۴۰۲)[۱۸]
- ردیف میرزاحسینقلی با تار (۱۴۰۲)
- درویشانه (۱۴۰۲)[۱۹][۲]
- فروتنانه (۱۴۰۲)[۲۰][۲]
- پنجگاه (۱۴۰۲)[۲۱]
- سپهر (۱۴۰۲)[۲۲]

### به عنوان نوازنده
- نیشابور[۲۳]
- عجملر[۲۴]

## کنسرت‌ها
- ۱۳۹۵ - کنسرت گروه نقش به آهنگسازی امیر شریفی و خوانندگی مجتبی عسگری در تالار رودکی[۲۵]
- ۱۳۹۶ - کنسرت گروه نقش در یازدهمین دوره فستیوال بین‌المللی «ترانهٔ شرقی سمرقند» ازبکستان به آهنگسازی امیر شریفی و خوانندگی مجتبی عسگری[۲۶]
- ۱۳۹۶ - کنسرت گروه نقش با عنوان «شرح این هجران» با خوانندگی مهدی امامی[۲۷]
- ۱۳۹۷ - کنسرت گروه نقش در تالار رودکی[۲۸]
- ۱۳۹۸ - کنسرت پنجگاه با گروه نقش[۲۹]
- ۱۳۹۹ - کنسرت آنلاین موسیقی دستگاهی با گروه نقش و خوانندگی مهدی امامی[۳۰]
- ۱۴۰۳ - کنسرت مخمس با گروه نقش و خوانندگی مجتبی عسگری[۳۱]

## جوایز و افتخارات
- ۱۳۹۶ - مقام سوم از یازدهمین دوره فستیوال بین‌المللی «ترانهٔ شرقی سمرقند» ازبکستان با گروه نقش[۲۶]
- ۱۴۰۰ - جایزه باربد سی و هفتمین جشنواره موسیقی فجر برای پروژه «شرح این هجران»[۳۲]